# Doc Bundy
Doc Bundy (ur. 25 stycznia 1946 roku w Scio) – amerykański kierowca wyścigowy.

## Kariera
Bundy rozpoczął karierę w międzynarodowych wyścigach samochodowych w 1981 roku od startów w World Championship for Drivers and Makes, gdzie jednak nie zdobywał punktów. W późniejszych latach Amerykanin pojawiał się także w stawce IMSA Camel GTO, FIA World Endurance Championship, 24-godzinnego wyścigu Le Mans, IMSA Camel GT Championship, IMSA Camel GTP Championship, SCCA Escort World Challenge, United States Road Racing Championship oraz American Le Mans Series.